# Zakaria Labyad
Zakaria Labyad egy holland-marokkói futballista aki jelenleg a holland bajnokságban szereplő Vitesseben futballozik kölcsönben a Sporting CP csapatától mint támadó középpályás. A játékos nemzetközi színtéren először a holland U17-ben játszott mielőtt váltott marokkói állampolgárságra és elkezdett a marokkói U23-as csapatban játszani.

## Karrier

### PSV
2009. januárjában az ifi programból érkezve, Labyad meghosszabbította szerződését a PSV-vel 2012 nyaráig. A PSV-hez való csatlakozás előtt Labyad az USV Elinkwijk-ben játszott. Labyad 2010. február 25-én debütált a felnőtt csapatban egy hazai Európa-liga meccsen a Hamburger SV ellen csereként, Otman Bakkal-t váltva a 71. percben. Három nappal később az Eredivisie-ben is debütált Dzsudzsák Balázs helyére érkezve az RKC Waalwijk ellen. 2010. április 18.án kezdőként is debütált hazai meccsen az FC Groningen ellen. Csapatba tétele kifizetődött mivel 2 lőtt góljával a PSV megnyerte a meccset 3-1-re. 2011-ben 32 meccsen játszott és 6 gólt lőtt. A holland kupa elődöntőjében is szerzett gólt az SC Heerenveen ellen majd később megnyerte a kupát csapatával.

### Sporting CP
2012. július 2-án hivatalosan csatlakozott a Sportinghoz. Első szezonjában 19 alkalommal lépett pályára a bajnokságban és kétszer talált az ellenfél hálójába.

### Vitesse
2014. január 9-én, miután a szezon első felében egy meccsen sem játszott a Sportingban, Labyad elment kölcsönben a Vitesse-hez 2015 nyaráig.

## Díjak, elismerések

### Klub
PSV
- KNVB Beker: 2011–12

## Statisztikák
| Szezon   | Csapat      | Bajnokság       | Nemzeti bajnokság | Nemzeti bajnokság | Nemzeti Kupa | Nemzeti Kupa | Nemzetközi porond | Nemzetközi porond | Összesen | Összesen |
| -------- | ----------- | --------------- | ----------------- | ----------------- | ------------ | ------------ | ----------------- | ----------------- | -------- | -------- |
| Szezon   | Csapat      | Bajnokság       | Meccsek           | Gólok             | Meccsek      | Gólok        | Meccsek           | Gólok             | Meccsek  | Gólok    |
| 2009-10  | PSV         | Eredivisie      | 6                 | 0                 | -            | -            | 1                 | 0                 | 7        | 0        |
| 2010-11  | PSV         | Eredivisie      | 7                 | 0                 | 3            | 0            | 2                 | 1                 | 12       | 1        |
| 2011-12  | PSV         | Eredivisie      | 32                | 6                 | 6            | 4            | 10                | 2                 | 48       | 12       |
| 2012-13  | Sporting CP | Liga ZON Sagres | 19                | 2                 | 2            | 0            | 6                 | 1                 | 27       | 3        |
| 2013-14  | Vitesse     | Eredivisie      | 16                | 3                 | -            | -            | -                 | -                 | 16       | 3        |
| 2014-15  | Vitesse     | Eredivisie      | 8                 | 2                 | -            | -            | -                 | -                 | 8        | 2        |
| Összesen | Összesen    | Összesen        | 87                | 13                | 11           | 4            | 19                | 4                 | 118      | 21       |